# Периев, Алиф Туриханович
Алиф Туриханович (Турхан оглы) Периев (Пириев); азерб. Əlif Turxan oğlu Piriyev; 10 января 1922 — 20 апреля 1986) — командир отделения 80-го гвардейского стрелкового полка 32-й гвардейской Таманской стрелковой дивизии 2-й гвардейской армии 4-го Украинского фронта, гвардии сержант.
Герой Советского Союза (24.03.1945), старший лейтенант запаса (с 1953 года).

## Биография
Родился 10 января 1922 года в селе Култук ныне Нефтечалинского района Азербайджана в семье рабочего. По национальности азербайджанец. Окончил 8 классов. Работал помощником оператора по добыче нефти на промыслах в Нефтечала.

## В армии
В Красной Армии с октября 1941 года. На фронтах Великой Отечественной войны с мая 1942 года. Участвовал в битве за Кавказ, в том числе семь месяцев сражался на Малой земле, в Керченско-Эльтигенской десантной операции, освобождении Крымского полуострова. Особенно отличился в боях за город Севастополь в мае 1944 года.  
Командир отделения 80-го гвардейского стрелкового полка 32-й гвардейской стрелковой дивизии 2-й гвардейской армии 4-го Украинского фронта гвардии сержант А. Т. Периев со своим отделением в бою на Сапун-горе 8 мая 1944 года подавил 3 дота противника. 9 мая 1944 года  участвовал в штурме вражеских позиций на вершине Сапун-горы. При этом был ранен, но не покинул поле боя.

## Послевоенные годы
После Победы Периев остался в армии. В 1945 году окончил курсы младших лейтенантов. С 1953 года старший лейтенант Периев — в запасе. Жил и работал в городе Баку. Умер 20 апреля 1986 года.

## Награды
Указом Президиума Верховного Совета СССР от 24 марта 1945 года за образцовое выполнение заданий командования и мужество и отвагу, проявленные в боях при освобождении Крыма, за личное бесстрашие и героизм при штурме Сапун-горы гвардии сержанту Периеву Алифу Турихановичу присвоено звание Героя Советского Союза с вручением ордена Ленина и медали «Золотая Звезда» (№ 7537).
Награждён орденом Отечественной войны 1-й степени, медалями.

## Память
Имя А. Т. Периева высечено на правой от обелиска группе мемориальных плит 240 Героям Советского Союза около Обелиска Славы на Сапун-горе. Установлена в 1969 году. 

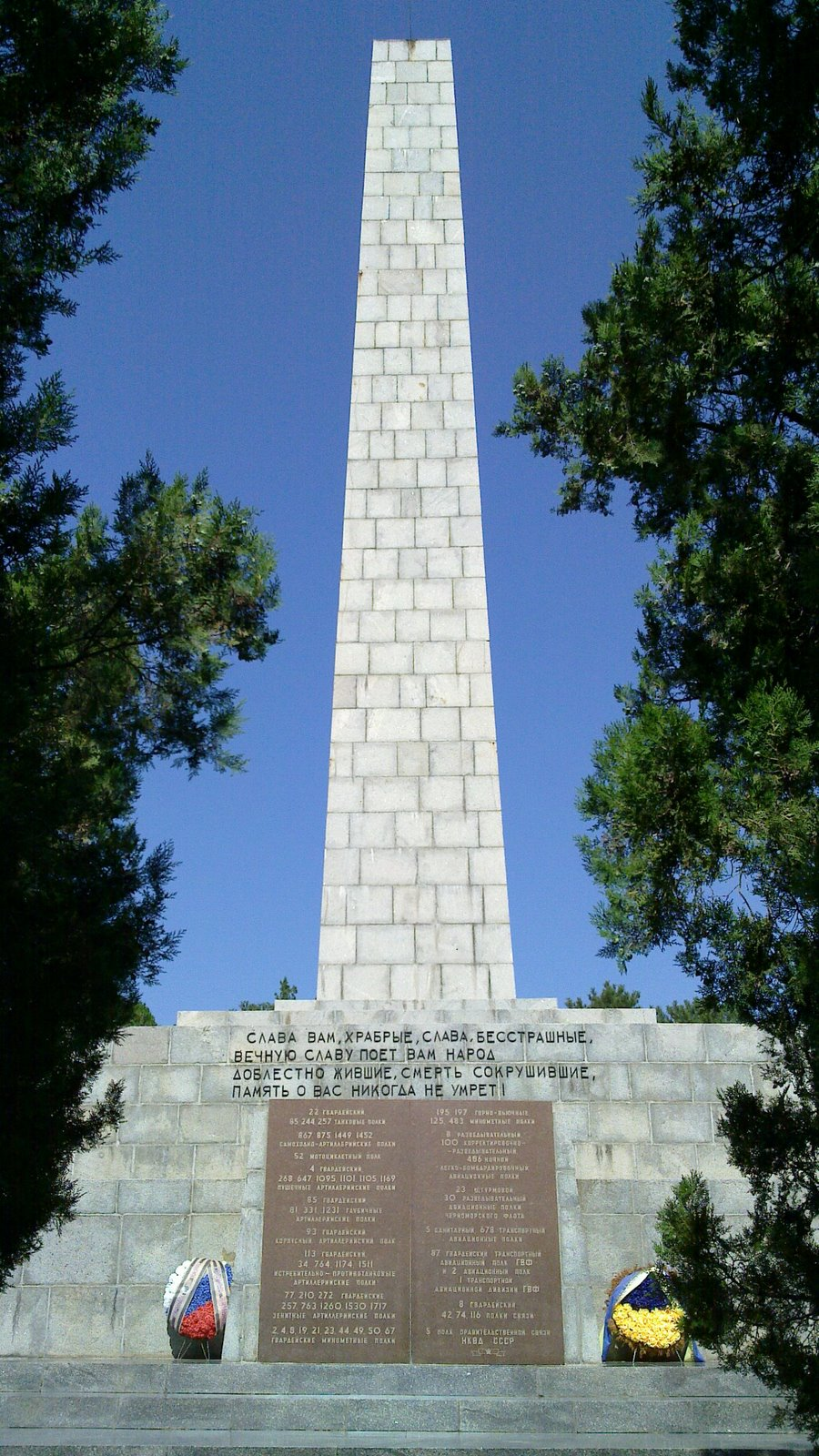
Обелиск Славы
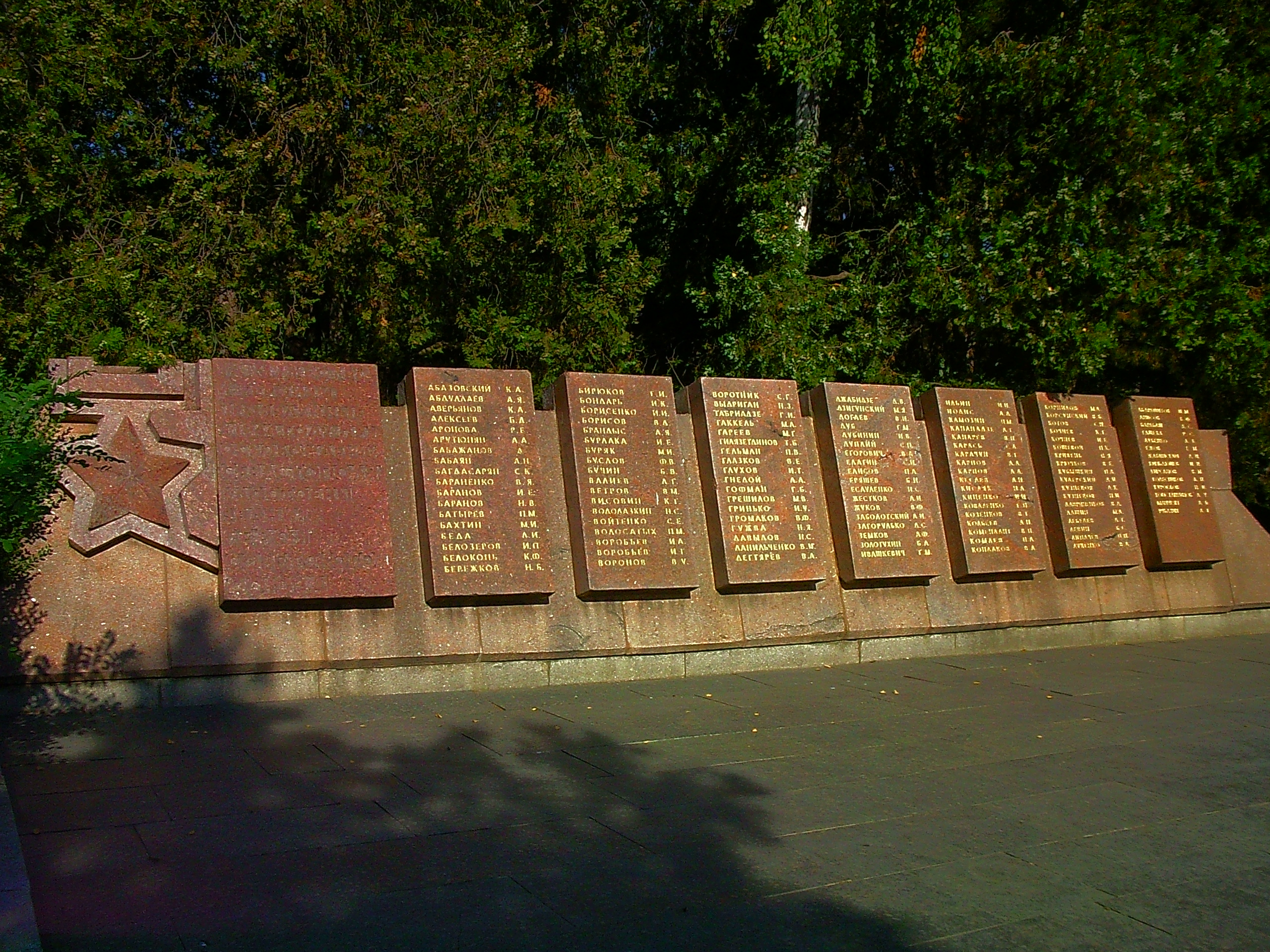
Сапун-гора, Вечный огонь, мемориальные доски